# Anthonomus aeneolus
Anthonomus aeneolus es una especie de gorgojo fitófago del género Anthonomus, categorizada en la tribu Anthonomini, de la subfamilia Curculioninae.

## Distribución
Se distribuye por América del Norte: Estados Unidos.

## Taxonomía
Fue descrita por Dietz en 1891.